# Eisenbach
Eisenbach (Hochschwarzwald) är en kommun och ort i Landkreis Breisgau-Hochschwarzwald i regionen Südlicher Oberrhein i Regierungsbezirk Freiburg i förbundslandet Baden-Württemberg i Tyskland. 
Kommunen bildades 1 november 1971 genom en sammanslagning av kommunerna Eisenbach, Bubenbach och Oberbränd. Namnet ändrades 1 lanuari 1975 till Eisenbach (Hochschwarzwald).
Kommunen ingår i kommunalförbundet Titisee-Neustadt tillsammans med staden Titisee-Neustadt.